# Les Gonds
Pour les articles homonymes, voir Gonds.
Les Gonds est une commune du Sud-Ouest de la France, située dans le département de la Charente-Maritime (région Nouvelle-Aquitaine).
Ses habitants sont appelés les Gontais et les Gontaises.
Située au sud-est de Saintes, elle fait partie de l'agglomération urbaine de Saintes.

## Géographie

### Communes limitrophes
|            | Saintes  | Chaniers  |
| Thénac     | Gonds    | Courcoury |
| Préguillac | Berneuil |           |

## Urbanisme

### Typologie
Au 1er janvier 2024, Les Gonds est catégorisée bourg rural, selon la nouvelle grille communale de densité à 7 niveaux définie par l'Insee en 2022.
Elle appartient à l'unité urbaine de Saintes, une agglomération intra-départementale dont elle est une commune de la banlieue,. Par ailleurs la commune fait partie de l'aire d'attraction de Saintes, dont elle est une commune de la couronne,. Cette aire, qui regroupe 62 communes, est catégorisée dans les aires de 50 000 à moins de 200 000 habitants,.

### Occupation des sols
L'occupation des sols de la commune, telle qu'elle ressort de la base de données européenne d’occupation biophysique des sols Corine Land Cover (CLC), est marquée par l'importance des territoires agricoles (73,7 % en 2018), en diminution par rapport à 1990 (74,8 %). La répartition détaillée en 2018 est la suivante : 
terres arables (45,5 %), prairies (18,1 %), zones agricoles hétérogènes (10,1 %), forêts (9,2 %), zones urbanisées (7,3 %), zones humides intérieures (6,6 %), zones industrielles ou commerciales et réseaux de communication (3,1 %). L'évolution de l’occupation des sols de la commune et de ses infrastructures peut être observée sur les différentes représentations cartographiques du territoire : la carte de Cassini (XVIIIe siècle), la carte d'état-major (1820-1866) et les cartes ou photos aériennes de l'IGN pour la période actuelle (1950 à aujourd'hui).

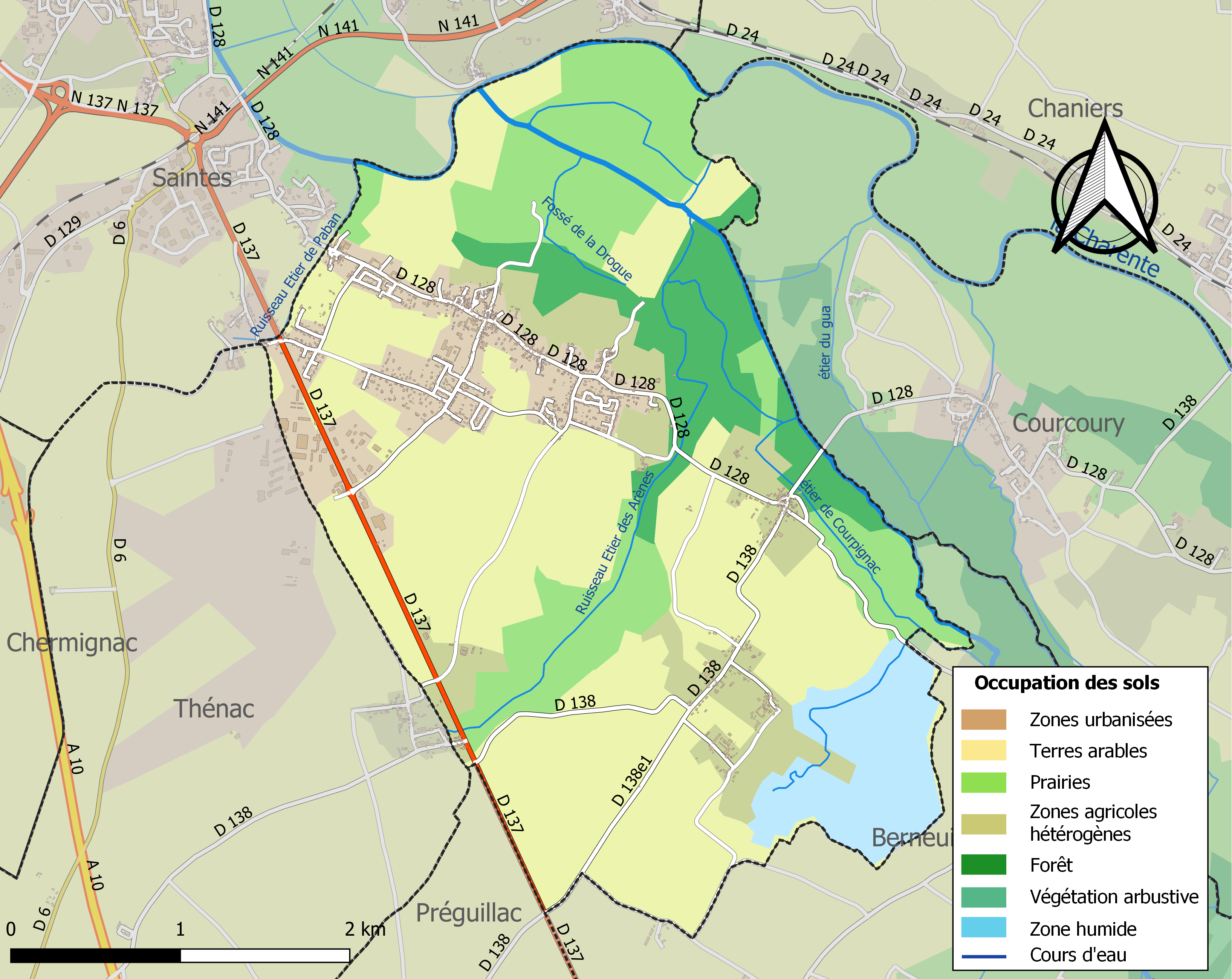
Carte des infrastructures et de l'occupation des sols de la commune en 2018 (CLC).

### Risques majeurs
Le territoire de la commune des Gonds est vulnérable à différents aléas naturels : météorologiques (tempête, orage, neige, grand froid, canicule ou sécheresse), inondations, mouvements de terrains et séisme (sismicité faible). Il est également exposé à un risque technologique,  le transport de matières dangereuses. Un site publié par le BRGM permet d'évaluer simplement et rapidement les risques d'un bien localisé soit par son adresse soit par le numéro de sa parcelle.

#### Risques naturels
La commune fait partie du territoire à risques importants d'inondation (TRI) Saintes-Cognac-Angoulême, regroupant 46 communes concernées par un risque de débordement du fleuve Charente (34 en Charente et 12 en Charente-Maritime), un des 18 TRI qui ont été arrêtés fin 2012 sur le bassin Adour-Garonne. Les événements antérieurs à 2014 les plus significatifs sont les crues de l'hiver 1779, de 1842, de 1859, du 9 décembre 1882 du 19 février 1904, du 10 janvier 1961, de mars-avril 1962, du 24 décembre 1982 et du 8 janvier 1994. Des cartes des surfaces inondables ont été établies pour trois scénarios : fréquent (crue de temps de retour de 10 ans à 30 ans), moyen (temps de retour de 100 ans à 300 ans) et extrême (temps de retour de l'ordre de 1 000 ans, qui met en défaut tout système de protection). La commune a été reconnue en état de catastrophe naturelle au titre des dommages causés par les inondations et coulées de boue survenues en 1982, 1993, 1999, 2010 et 2021,.

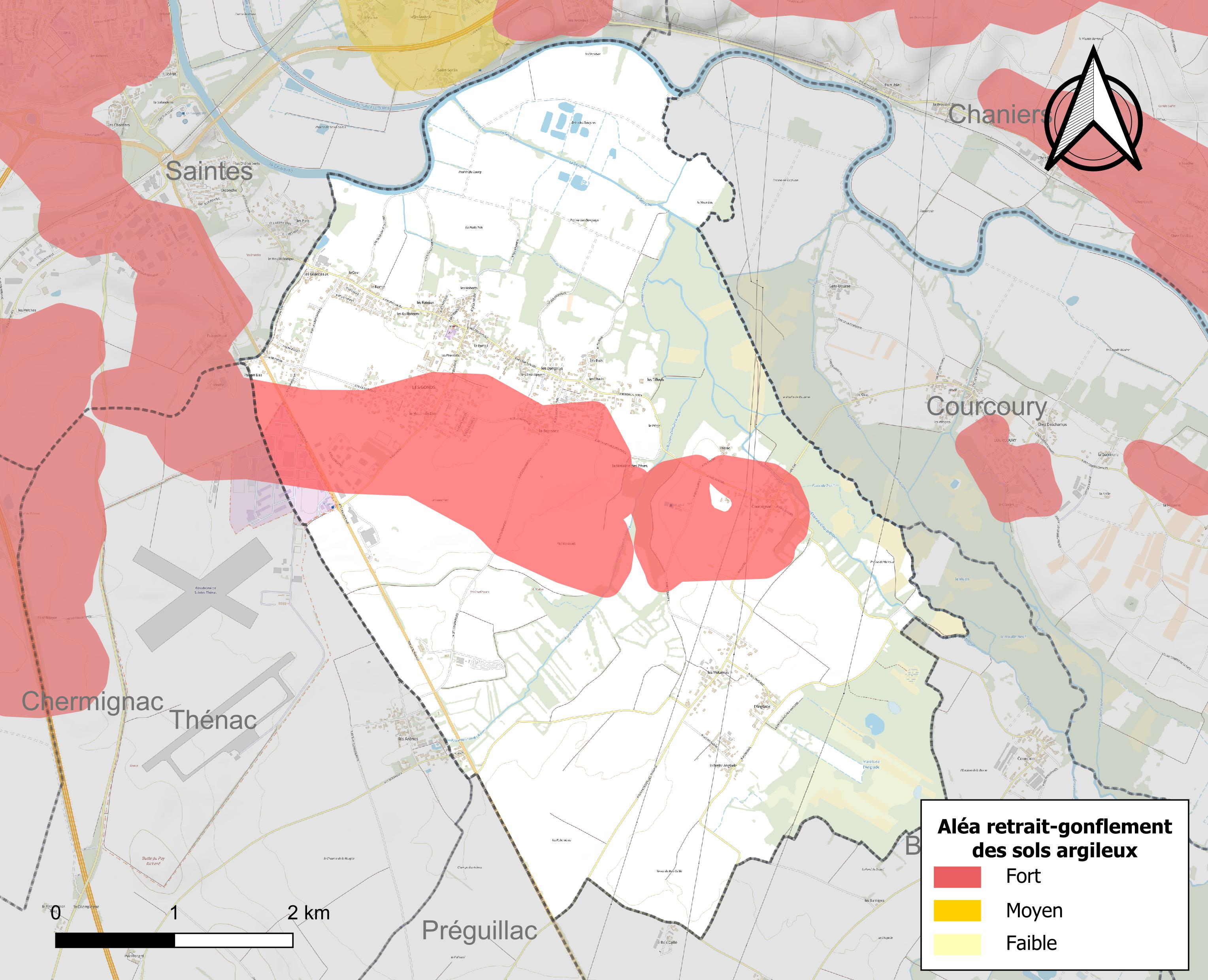
Carte des zones d'aléa retrait-gonflement des sols argileux des Gonds.

Les mouvements de terrains susceptibles de se produire sur la commune sont des tassements différentiels.
Le retrait-gonflement des sols argileux est susceptible d'engendrer des dommages importants aux bâtiments en cas d’alternance de périodes de sécheresse et de pluie. 19 % de la superficie communale est en aléa moyen ou fort (54,2 % au niveau départemental et 48,5 % au niveau national). Sur les 780 bâtiments dénombrés sur la commune en 2019,  268 sont en aléa moyen ou fort, soit 34 %, à comparer aux 57 % au niveau départemental et 54 % au niveau national. Une cartographie de l'exposition du territoire national au retrait gonflement des sols argileux est disponible sur le site du BRGM,.
Par ailleurs, afin de mieux appréhender le risque d’affaissement de terrain, l'inventaire national des cavités souterraines permet de localiser celles situées sur la commune.
Concernant les mouvements de terrains, la commune a été reconnue en état de catastrophe naturelle au titre des dommages causés par la sécheresse en 2005 et par des mouvements de terrain en 1999 et 2010.

#### Risques technologiques
Le risque de transport de matières dangereuses sur la commune est lié à sa traversée par une ou des infrastructures routières ou ferroviaires importantes ou la présence d'une canalisation de transport d'hydrocarbures. Un accident se produisant sur de telles infrastructures est susceptible d’avoir des effets graves sur les biens, les personnes ou l'environnement, selon la nature du matériau transporté. Des dispositions d’urbanisme peuvent être préconisées en conséquence.

## Toponymie
En 1047 le bourg s'appelait Tairach, ensuite renommée en 1080 le nom de Augols. Il apparaît en 1295 sous le nom d'Augunt. Par confusion entre le début du mot et l'article au, il a connu une mauvaise traduction et est devenu « Les Gonds ».

## Histoire
Les terres de Les Gonds appartenaient aux seigneurs de Matha mais elles furent confisquées en 1445 par Charles VII qui les donna à ses officiers.

## Politique et administration

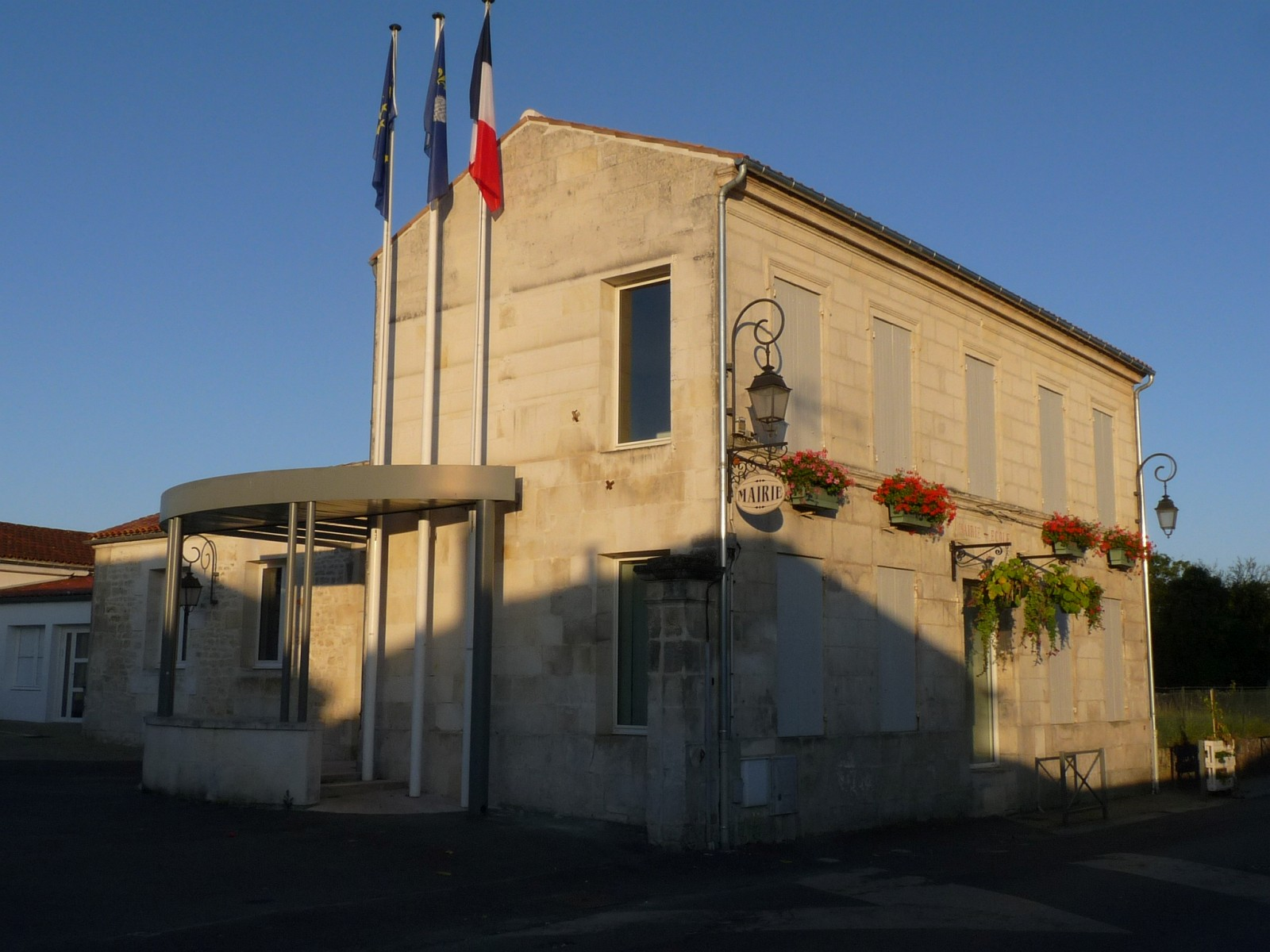
La mairie.

### Liste des maires des Gonds
| Période  | Période  | Identité             | Étiquette | Qualité |
| -------- | -------- | -------------------- | --------- | --- |
| 1792     | 1805     | Jacques Blanvillain  |           | |
| 1805     | 1809     | Jean Rateau          |           | |
| 1809     | 1825     | Jean Machet          |           | |
| 1825     | 1848     | Pierre Phelip        |           | |
| 1848     | 1856     | Henri Meunier-Lanoue |           | |
| 1856     | 1864     | Louis Roullin        |           | |
| 1864     | 1865     | Jacques Blanvillain  |           | |
| 1865     | 1880     | Jean Jacques Baron   |           | |
| 1880     | 1881     | Jean Ferry           |           | |
| 1881     | 1894     | Eugène Roullin       |           | |
| 1894     | 1900     | Léon Triou           |           | |
| 1900     | 1908     | Amédée Landreau      |           | |
| 1908     | 1912     | Gustave Bompain      |           | |
| 1912     | 1915     | Camille Rateau       |           | |
| 1915     | 1926     | Albert Rocheleux     |           | |
| 1926     | 1932     | Alfred Dumoulin      |           | |
| 1932     | 1941     | Maxime Roch          |           | |
| 1941     | 1953     | Jean Triou           |           | |
| 1953     | 1959     | Louis Favard         |           | |
| 1959     | 1965     | Edouard Bellamy      |           | |
| 1965     | 1971     | Jean Phelippeaux     |           | |
| 1971     | 1991     | André Lacaze         | DVG       | |
| 1991     | 1995     | Françoise Lacaille   |           | |
| 1995     | 2008     | Louis Grelard        | DVG       | |
| 2008     | mai 2020 | Patrick Simon        | DVD       | Vice-président CDA de Saintes délégué à l'Aménagement du territoire et à l'équilibre social de l'habitat. Président de l'OPH de Saintes Administrateur de l'Établissement public foncier de Nouvelle-Aquitaine Administrateur de la Société d'économie mixte de Saintonge. |
| mai 2020 | En cours | Alexandre Grenot     | LR        | Conseiller départemental du canton de Thénac (depuis 2015) |

### Région
À la suite de la réforme administrative de 2014 ramenant le nombre de régions de France métropolitaine de 22 à 13, la commune appartient depuis le 1er janvier 2016 à la région Nouvelle-Aquitaine, dont la capitale est Bordeaux. De 1972 au 31 décembre 2015, elle a appartenu à la région Poitou-Charentes, dont le chef-lieu était Poitiers.

## Population et société

### Démographie
L'évolution du nombre d'habitants est connue à travers les recensements de la population effectués dans la commune depuis 1793. Pour les communes de moins de 10 000 habitants, une enquête de recensement portant sur toute la population est réalisée tous les cinq ans, les populations de référence des années intermédiaires étant quant à elles estimées par interpolation ou extrapolation. Pour la commune, le premier recensement exhaustif entrant dans le cadre du nouveau dispositif a été réalisé en 2008.

En 2022, la commune comptait 1 759 habitants, en évolution de +3,65 % par rapport à 2016 (Charente-Maritime : +4,04 %, France hors Mayotte : +2,11 %).
| 1793 | 1800 | 1806 | 1821 | 1831 | 1836 | 1841 | 1846 | 1851  |
| ---- | ---- | ---- | ---- | ---- | ---- | ---- | ---- | ----- |
| 606  | 651  | 586  | 666  | 735  | 791  | 798  | 824  | 1 001 |

| 1856  | 1861 | 1866 | 1872 | 1876 | 1881 | 1886 | 1891 | 1896 |
| ----- | ---- | ---- | ---- | ---- | ---- | ---- | ---- | ---- |
| 1 009 | 916  | 848  | 878  | 875  | 786  | 770  | 730  | 634  |

| 1901 | 1906 | 1911 | 1921 | 1926 | 1931 | 1936 | 1946 | 1954  |
| ---- | ---- | ---- | ---- | ---- | ---- | ---- | ---- | ----- |
| 648  | 606  | 605  | 577  | 592  | 555  | 567  | 849  | 1 288 |

| 1962 | 1968 | 1975 | 1982  | 1990  | 1999  | 2006  | 2008  | 2013  |
| ---- | ---- | ---- | ----- | ----- | ----- | ----- | ----- | ----- |
| 807  | 846  | 869  | 1 028 | 1 129 | 1 241 | 1 645 | 1 508 | 1 609 |

| 2018  | 2022  | - | - | - | - | - | - | - |
| ----- | ----- | - | - | - | - | - | - | - |
| 1 755 | 1 759 | - | - | - | - | - | - | - |

- Au 1er Janvier 2020 la population est de 1 796 habitants

## Lieux et monuments
- L'église paroissiale Saint-Vivien, datant du XIIe siècle.
- Le château de Thérac, datant du XVe siècle.
- Le moulin de Courpignac.
- La Métairie des Pères.
- Quelques croix de chemin dont la Croix Nadeau.
- École d'enseignement technique de l'Armée de l'air et de l'espace

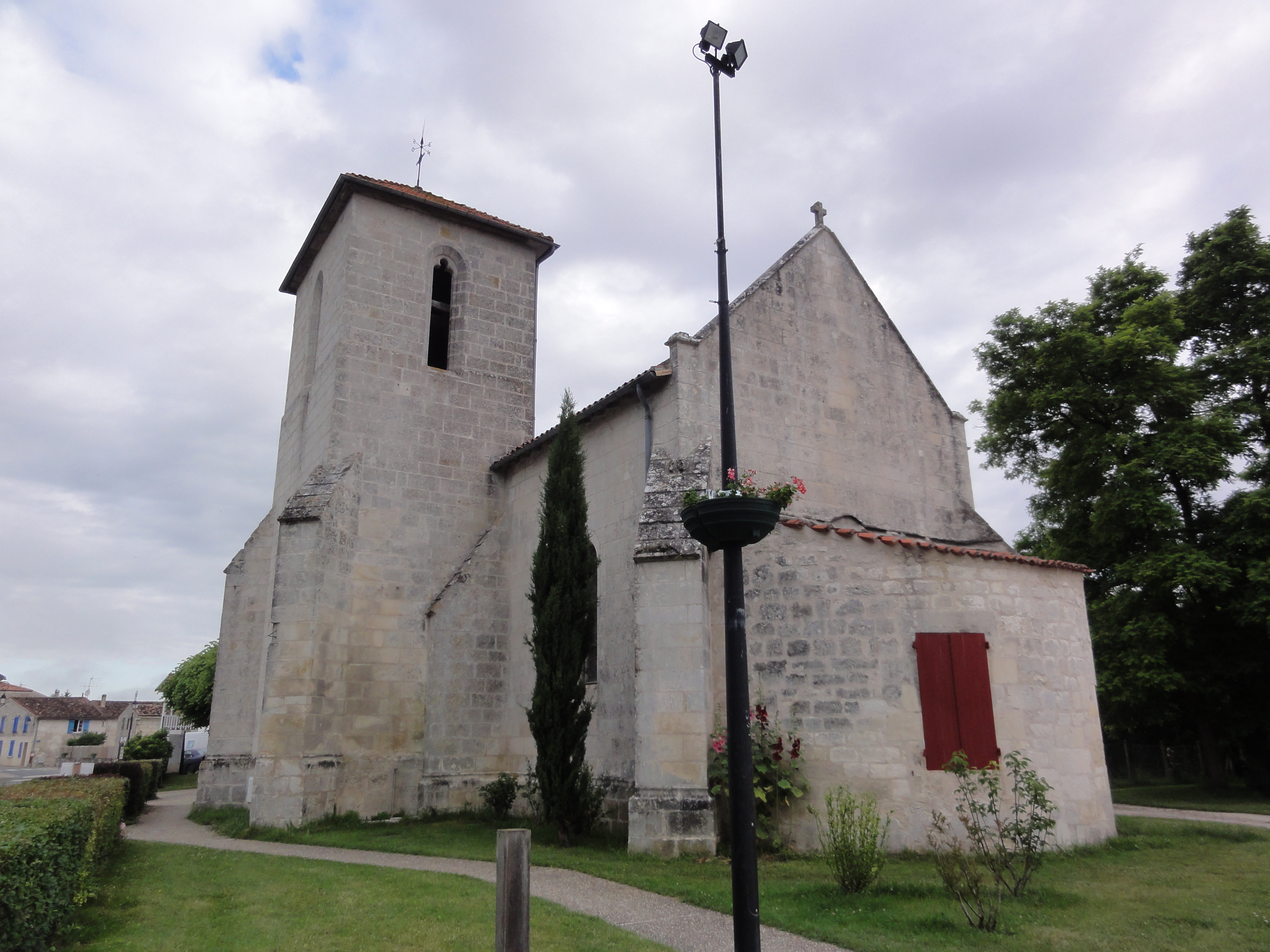
L'église Saint-Vivien.
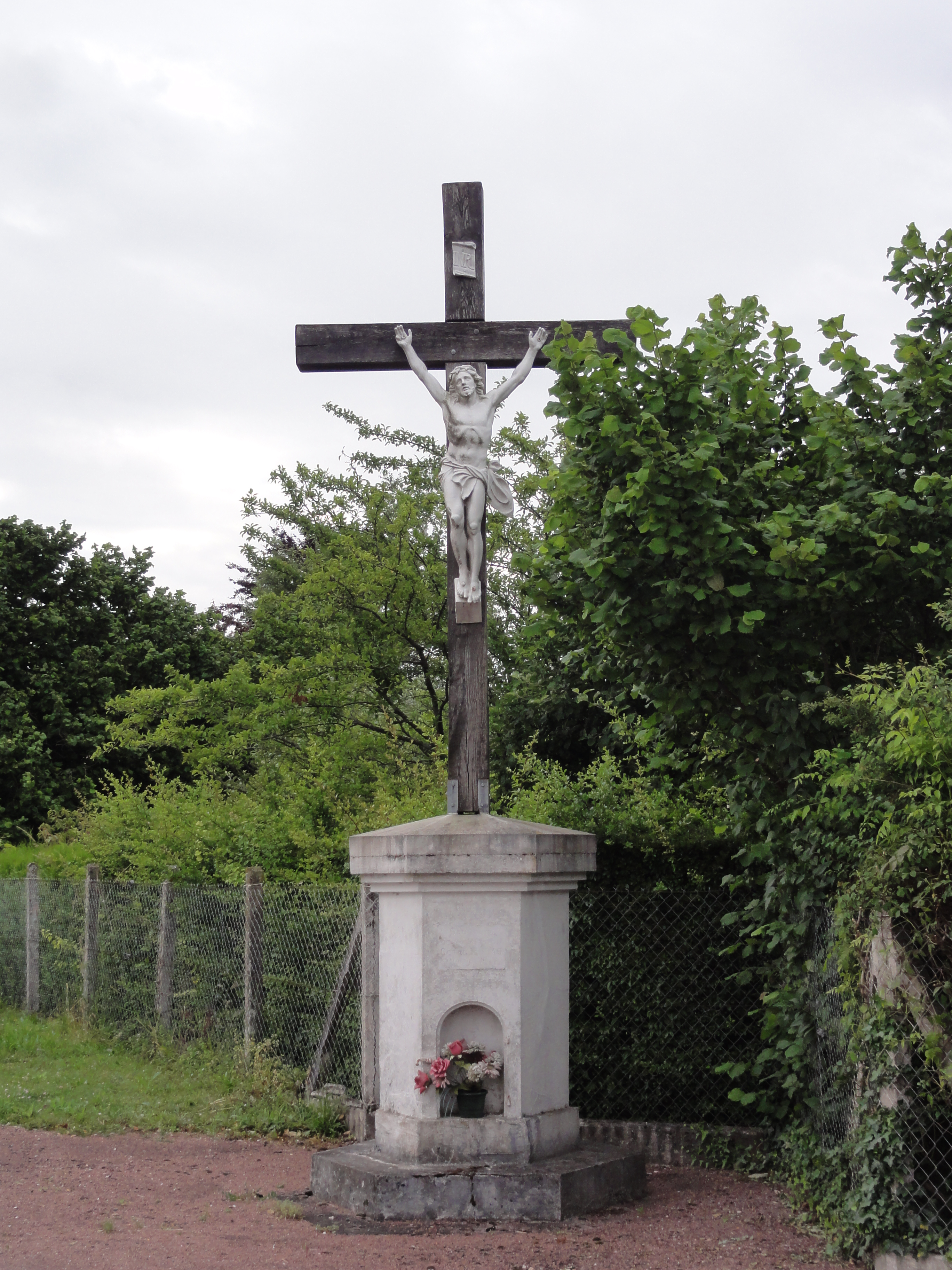
Une croix de chemin.
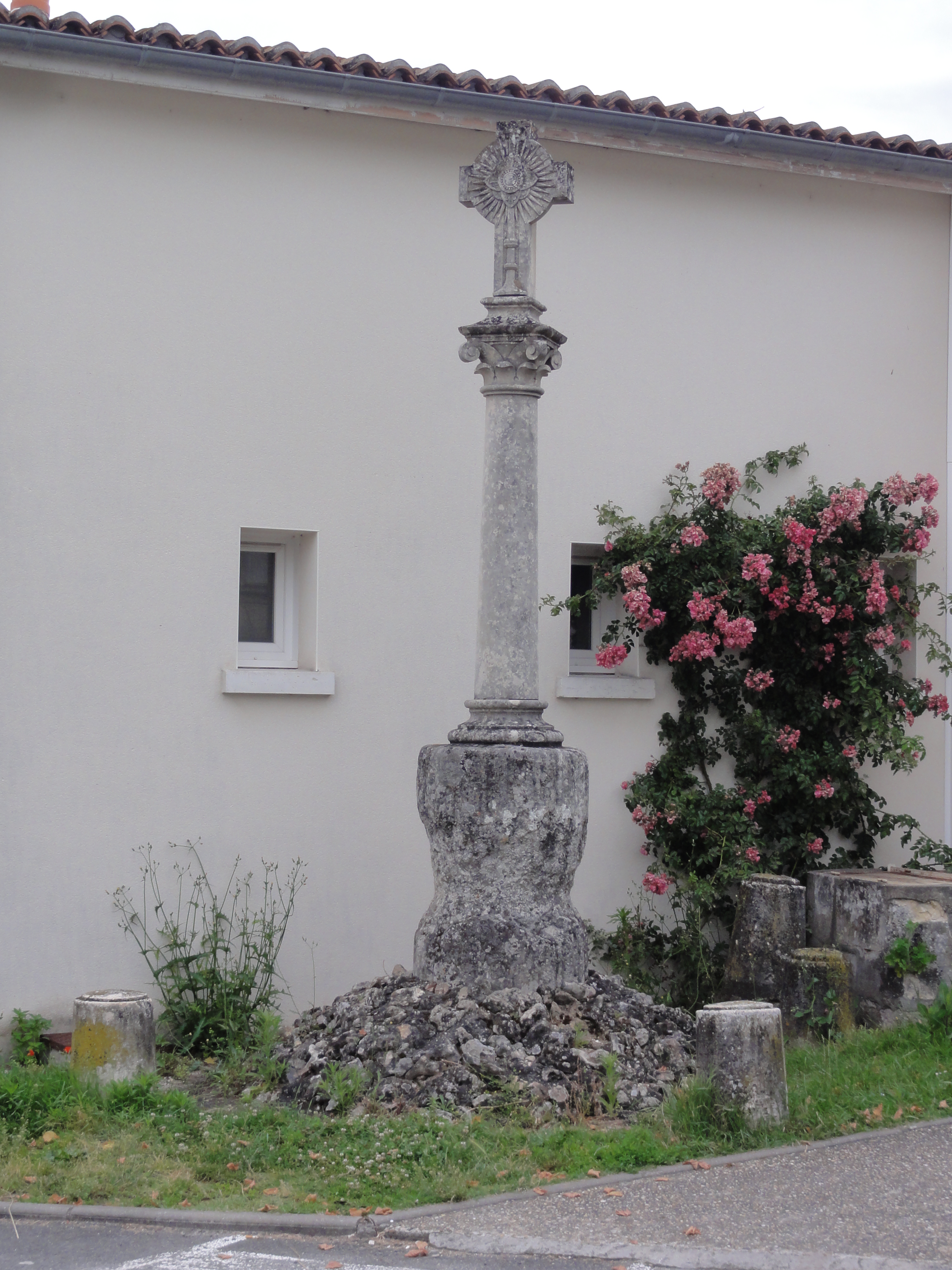
Une autre croix de chemin.
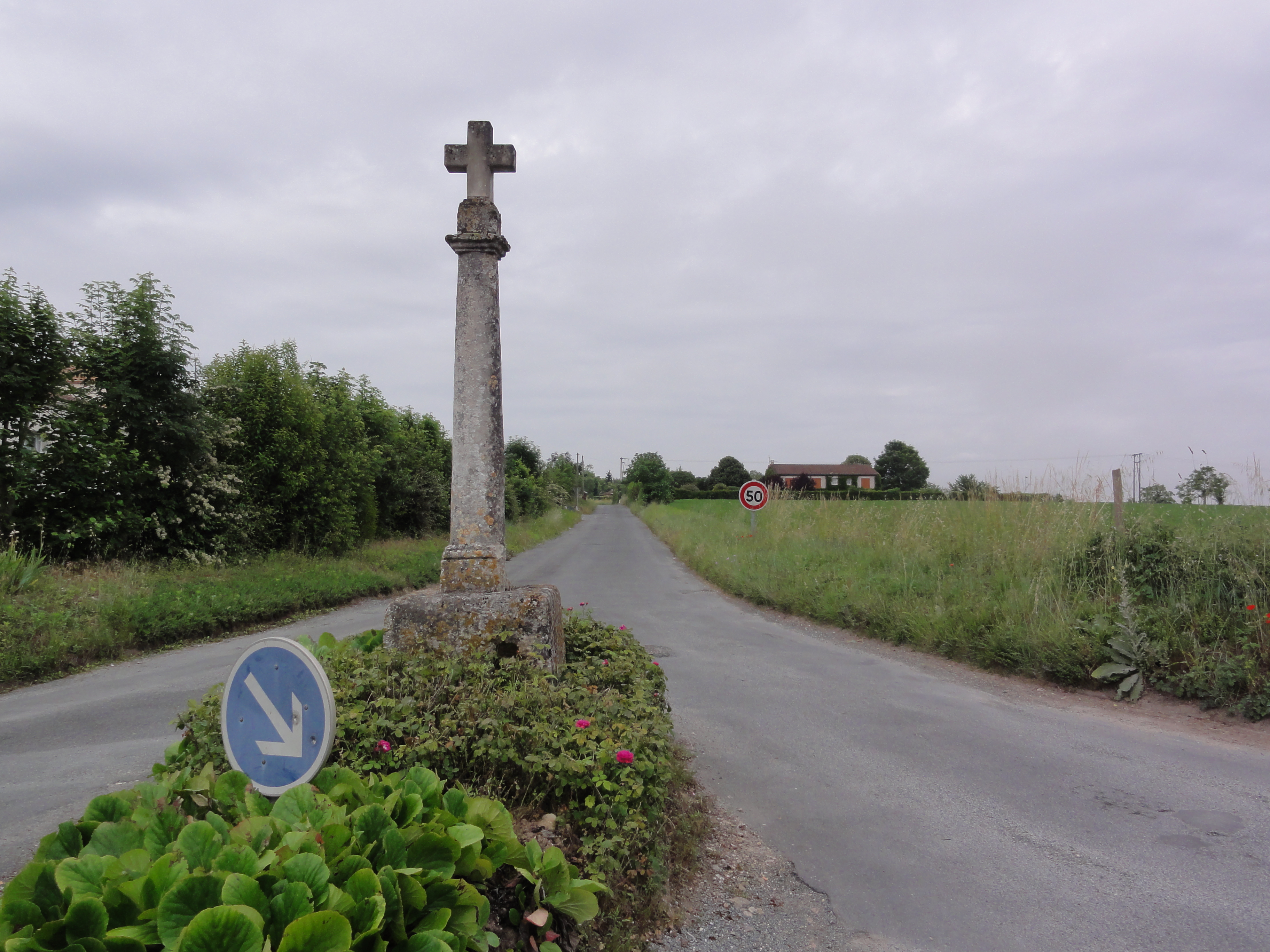
La Croix Nadeau.
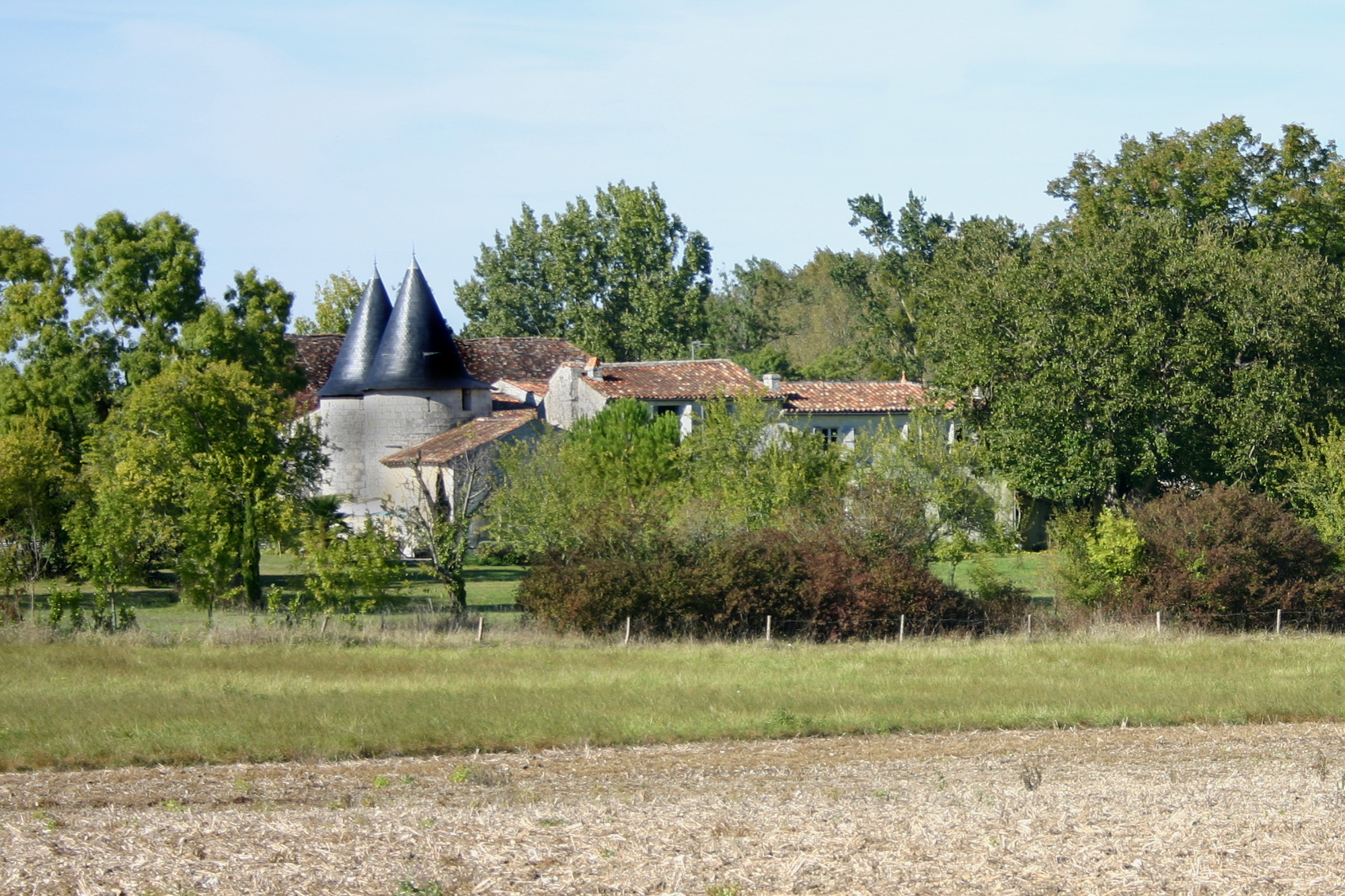
Le château de Thérac.
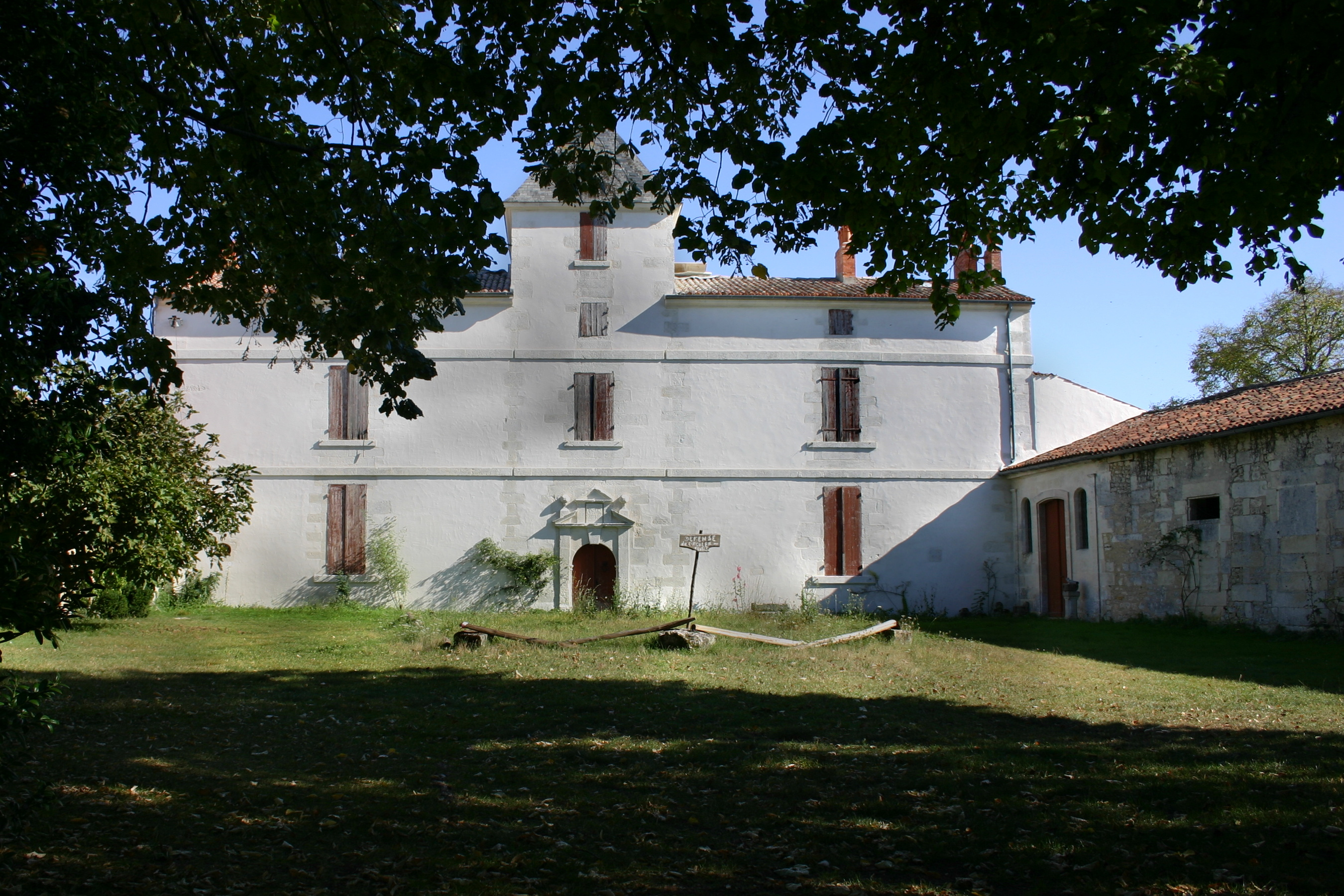
La métairie des Pères.

## Personnalités liées à la commune
- Raoul Monrouzeau (?-1971), as de la Première Guerre mondiale, adjudant pilote de l'Escadrille 87, y a demeuré.

## Héraldique
| Blason | Blasonnement : Écartelé : au 1er de pourpre au château du lieu d'argent, essoré d'azur et accompagné en chef d'un massacre de cerf d'orangé, au 2e de gueules au quart de roue dentée d'or posée en fasce et à l'avion de chasse d'argent, posé en bande de profil et brochant, au 3e d'or à l'épi d'orge de tenné, tigé et feuillé de sinople posé en bande et passé en sautoir avec un épi de blé, tigé et feuillé d’orangé posé en barre et à l'épi de maïs du même, tigé et feuillé de gueules brochant en pal, au 4e d'azur à l'église du lieu d'or, essorée et ombrée de gueules, au comble d'argent chargé de l'inscription de sable « LES GONDS », brochant sur les deux premiers quartiers. |